# Municipio de Pleasant (condado de Lucas)
El municipio de Pleasant (en inglés: Pleasant Township) es un municipio ubicado en el condado de Lucas en el estado estadounidense de Iowa. En el año 2010 tenía una población de 229 habitantes y una densidad poblacional de 2,48 personas por km².

## Geografía
El municipio de Pleasant se encuentra ubicado en las coordenadas 41°7′19″N 93°8′31″O / 41.12194, -93.14194. Según la Oficina del Censo de los Estados Unidos, el municipio tiene una superficie total de 92.46 km², de la cual 92,45 km² corresponden a tierra firme y (0,01 %) 0,01 km² a agua.

## Demografía
Según el censo de 2010, había 229 personas residiendo en el municipio de Pleasant. La densidad de población era de 2,48 hab./km². De los 229 habitantes, el municipio de Pleasant estaba compuesto por el 96,51 % blancos, el 0,44 % eran asiáticos, el 3,06 % eran de otras razas. Del total de la población el 3,49 % eran hispanos o latinos de cualquier raza.